# ボロディミル・シェイコ
ボロディミル・シェイコ（ラテン転写：Volodymyr Oleksandrovych Sheiko、ウクライナ語: Володимир Олександрович Шейко、1962年1月11日 - ）は、ウクライナの指揮者、ウクライナ名誉芸術家、ウクライナ人民芸術家、シェフチェンコ・ウクライナ国家賞受賞者、ウクライナ芸術院通信会員、ウクライナ・ラジオ交響楽団の芸術監督兼首席指揮者である。また、音楽団体「ムジカ」の理事を務める。

## 経歴

### 出生と教育
1962年、ソビエト連邦（現ウクライナ）のハルキウに生まれる。ミコラ・リセンコ記念ポルタヴァ音楽学校でピアノ、合唱指揮、音楽理論を学び、1981年に卒業。その後、キエフ音楽院に進学し、ステファン・トゥルチャクに師事してオペラ・交響曲指揮を、レフ・ベネディクトフに師事して合唱指揮を学び、1988年に卒業。1989年から1991年まで、モスクワのボリショイ劇場でフアト・マンスロフのもとで研修を行った。

### 音楽活動
1988年よりキエフ国立アカデミック・オペレッタ劇場の指揮者を務め、1995年から2005年まで首席指揮者兼音楽監督として15の公演を指揮。主な作品に、ジョージ・ガーシュウィンの『ポーギーとベス』、ヨハン・シュトラウス2世の『ジプシー男爵』『ヴェネツィアの一夜』、イムレ・カールマンの『マリツァ』、フランツ・レハールの『ルクセンブルク伯爵』などがある。
1990年10月、ウクライナ初の民間交響楽団「ウクライナ」を設立。1991年から2002年まで、ウクライナ、ロシア、イタリア、フランス、ポルトガル、ポーランド、クロアチア、スイスで演奏ツアーを行い、ウクライナ・ラジオやテレビでの録音、CD制作（ロシア、イタリア、英国、スイス）を実施。国際音楽フェスティバル「イースターの出会い」（キエフ、2000-2002年）や「テノラトーリオ」（スイス・ゾロトゥルン、1999-2001年）、ヴェルディ生誕200周年記念「VERDIANO-2001」（イタリア・ブッセート、2001年）の企画・演出も手掛けた。
1996年より、キエフ音楽院のオペラ・音楽監督科およびオペラ交響曲科で教鞭を執る。2005年8月からウクライナ・ラジオ交響楽団の芸術監督兼首席指揮者に就任。ヴォルフガング・アマデウス・モーツァルトの『ダビデの悔い改め』、ジュゼッペ・ヴェルディの『レクイエム』、ジョアキーノ・ロッシーニの『スターバト・マーテル』、カール・オルフの『カルミナ・ブラーナ』（独自の舞台版）、ドミートリイ・ショスタコーヴィチの『ステパン・ラージンの処刑』などを指揮。また、独自のテレビ・ラジオプロジェクト「芸術の物語」「私はヴィルトゥオーゾ！」「Symphonic Mainstream」「RadioSymphony_UA」「観客なきコンサート」「傑作」「ベネフィス」「ウクライナからのメッセージ」を制作。
同オーケストラを率いて、ウクライナ国立ラジオ録音スタジオで400以上の世界・ウクライナ音楽の録音を制作。これらは欧州放送連合（EBU）の56カ国で放送されている。2018年以降、中国、韓国、イラン、アルジェリア、チュニジア、アラブ首長国連邦、スペイン、イタリア、フランス、ポルトガル、オランダ、ルクセンブルク、ベルギー、ルーマニア、ブルガリア、ポーランド、ベラルーシの17カ国でツアーを行い、ウィーン・コンツェルトハウス、アムステルダム・コンセルトヘボウ、マドリード・アウディトリオ・ナシオナル、バルセロナ・リセウ大劇場、ポルト・カサ・ダ・ムジカなど世界的な会場で公演。
毎年、キエフで開催される国際音楽フェスティバル「キエフ・ムジク・フェスト」「シーズンの音楽プレミア」に参加。2021年、ウクライナ芸術院の通信会員に選出された。

## 受賞・栄典
- 2003年：ウクライナ名誉芸術家（5月21日、キエフの文化発展への貢献）[7]
- 2005年：ウクライナ最高議会名誉賞状[8]
- 2005年：聖ウラジーミル等使徒公爵勲章III級
- 2012年：ウクライナ内閣名誉賞状[9]
- 2012年：ウクライナ文化省名誉バッジ
- 2013年：ロシア連邦友好勲章（9月10日）[10]
- 2015年：ウクライナ人民芸術家（11月9日、文化の日記念）[11]
- 2019年：シェフチェンコ・ウクライナ国家賞（3月7日、2013-2018年のウクライナ作曲家の録音とコンサートプログラム）[12]
- 2020年：ウクライナメリット勲章III級（11月9日）[9]
- 2024年：ウクライナメリット勲章II級（11月15日、ウクライナ・ラジオ従業員として）[13]

### ノミネーション
- 2015年：シェフチェンコ・ウクライナ国家賞（コンサート・パフォーマンス部門、2009-2014年の160公演）。「芸術の物語」「RadioSymphony_UA」などのメディアプロジェクトが評価され、文化的・社会的な影響力が認められた[14]。